# سانتا ماریا دل کارمینه (فلورانس)

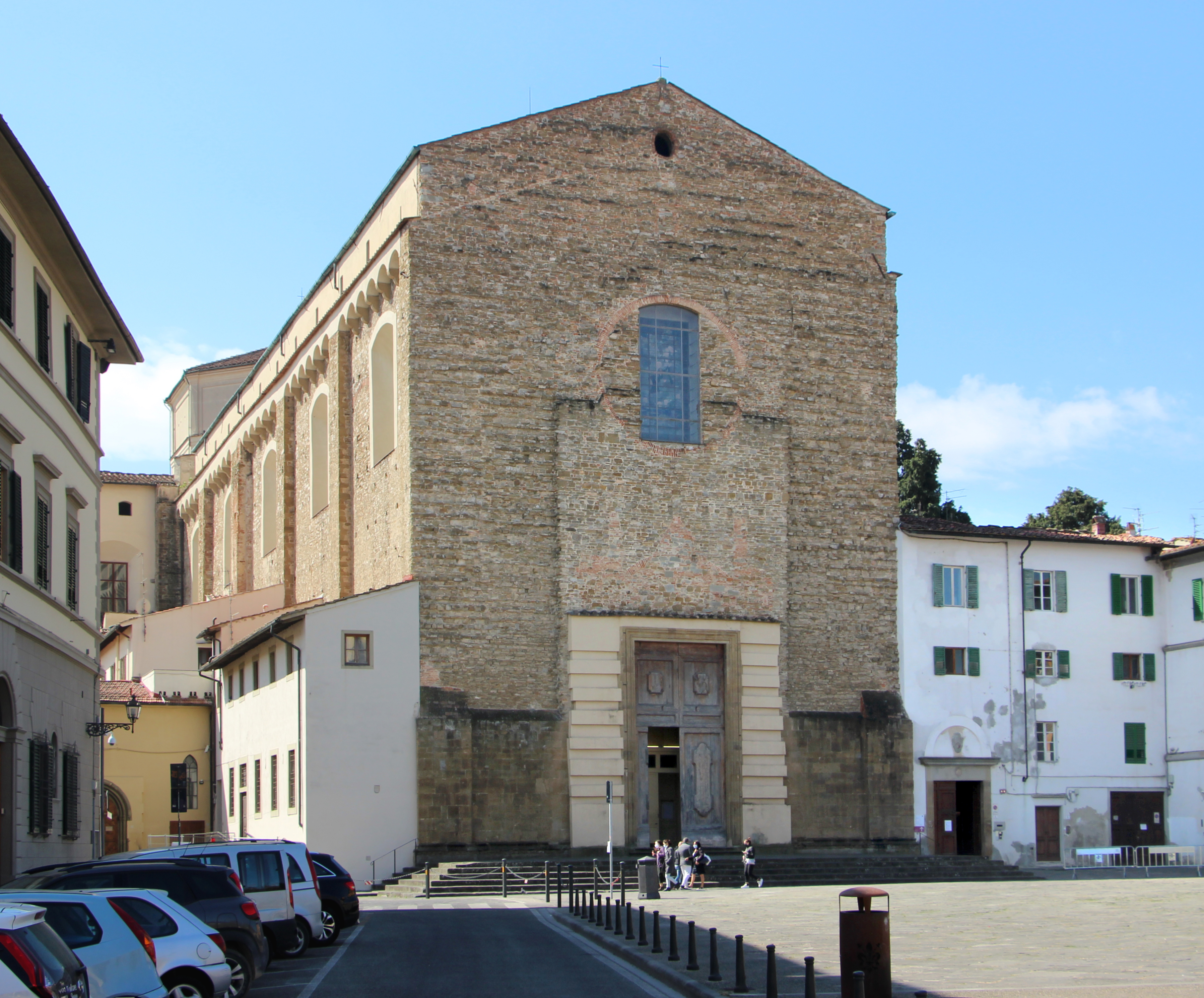
نمای ناتمام.

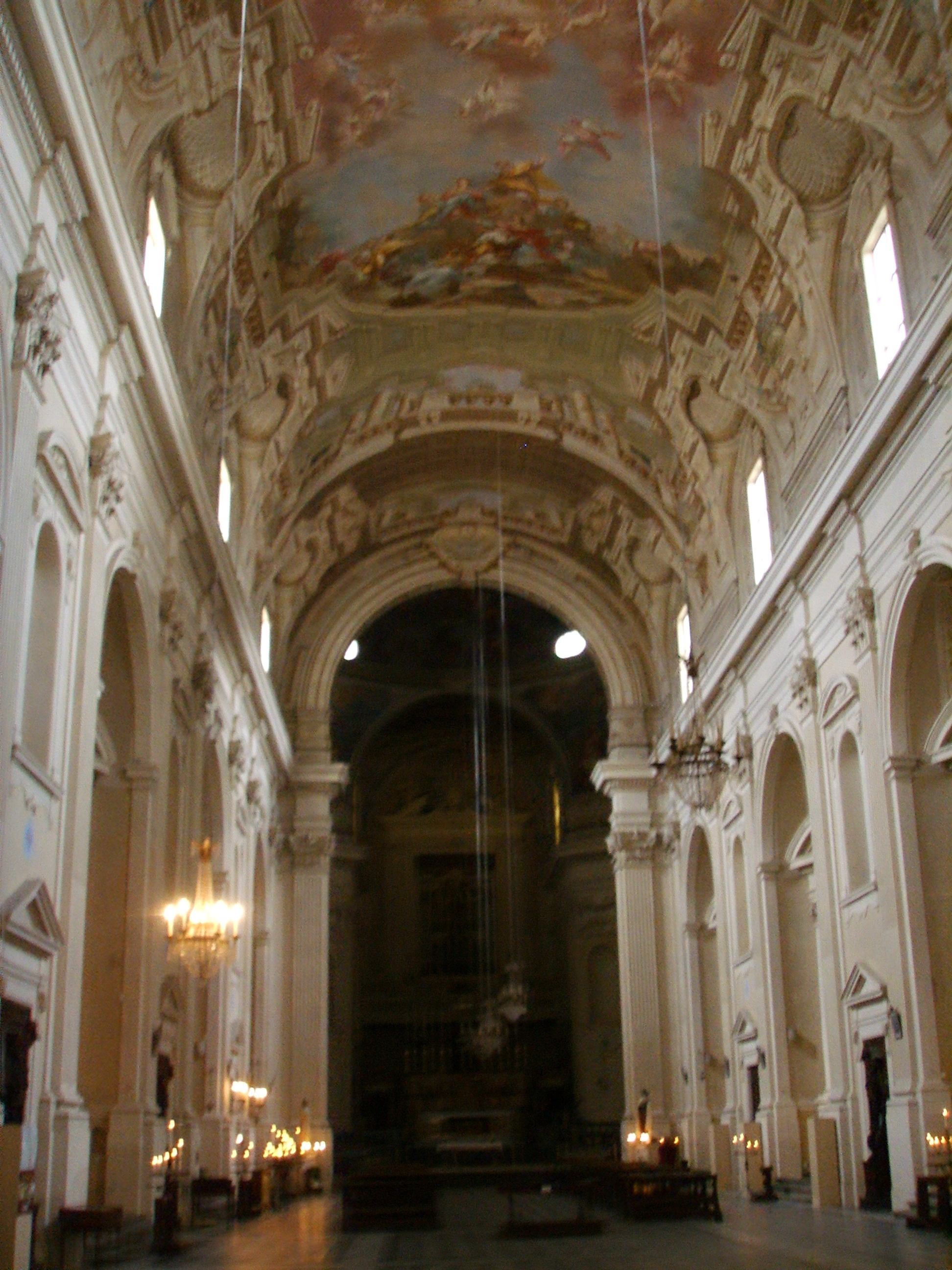
نمای داخلی.

سانتا ماریا دل کارمینه (به ایتالیایی: Santa Maria del Carmine) کلیسایی در فلورانس ایتالیا ست. این کلیسا وابسته به طریقت برادران مریم مقدس باکره کوه کرمل بوده و در منطقه اولترارنو فلورانس در توسکانی ایتالیا قرار دارد.
عمده شهرت این کلیسا به علت نقاشی‌های دیواری (فرسکو) ست که در دوره رنسانس روی دیوارهای نمازخانه برانکاچی اجرا شده است. این طرح‌ها توسط مازاتچو و مازولینو دا پانیکاله اجرا و در نهایت توسط فیلیپینو لیپی به پایان رسیدند.
این کلیسا با کلیسای جامع سانتا ماریا دل فیوره متفاوت است.